# Perun

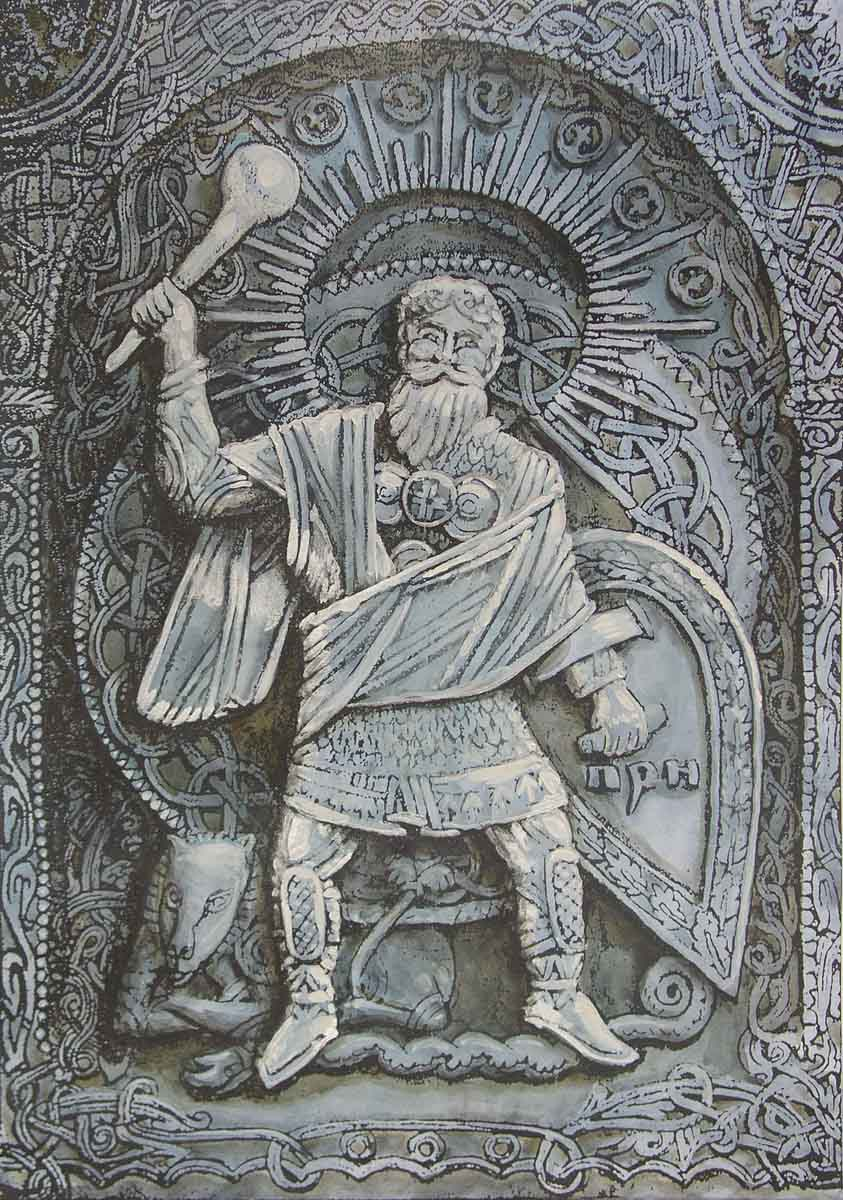
Perun, sculptat de M. Presniakov (1998).

Perun este zeul fulgerului în vechea mitologie slavă de răsărit, în special rusă, numele său derivând din pero, care în slava veche însemna "înălțime" sau "deal". E fratele Mariei Aprinse (Ognyena Maria), zeița focului. 
În perioada creștină, Perun a fost treptat înlocuit cu imaginea Sf. Ilie.
Perun este echivalentul: 
1. zeului Perkons (Letonia) sau Perkunas (Lituania) din mitologia baltică,
2. zeului vedic Parjánya din mitologia indiană,
3. lui Thor din mitologia scandinavă și Donar din mitologia germană,
4. lui Taranis din mitologia celtă,
5. lui Zeus și Jupiter din mitologia greco-romană.

Unii cercetători afirmă că i-a luat locul lui Rod ca zeu suprem în vechea mitologie slavă. Cert este că la 988 d.C., când rușii au fost creștinați de Sf. Vladimir I, marele principe al Kievului și al Novgorodului, Perun era zeul principal. Era reprezentat ca un bărbat cu statură impunătoare, cu păr de argint și mustăți de aur. De obicei purta o ghioagă (uneori un ciocan), o secure de război și un arc cu care trăgea săgeți din fulgere sau trăznete. Pentru el se făceau, de obicei, sacrificii de cocoși și de capre, în timp ce pentru ritualurile cele mai importante se sacrificau tauri și urși.
Stejarul era considerat arborele sfânt al lui Perun. După trecerea rușilor la ortodoxie, identitate lui Perun s-a dizolvat sincretic în profetul Ilie, al cărui car de foc gonea prin cer, declanșând fulgerele asociate cu vechiul zeu.